# Siberische grondeekhoorn
De Siberische grondeekhoorn, boeroendoek, Koreaanse grondeekhoorn of Aziatische gestreepte grondeekhoorn (Eutamias sibiricus) is een wangzakeekhoorn uit de familie der eekhoorns (Sciuridae). Ze komt van nature voor in Siberië en Oost-Azië.

## Kenmerken
Het is een kleine grondeekhoorn met een grijze staart. Over de rug lopen in de lengterichting vijf strepen. Hij wordt 12 tot 17 centimeter lang en 50 tot 120 gram zwaar. De staart is 8 tot 15 centimeter lang.

## Leefwijze
Het dier is dagactief en eet voornamelijk noten, zaden, knoppen, paddenstoelen, bessen en granen. De boeroendoek legt voedselvoorraden aan voor de winter, bestaande uit noten. Soms is de voorraad groot genoeg voor meer dan een winter. Om het overschot voor bederf te behoeden wordt dit in de opvolgende zomer regelmatig buiten in de zon gelegd en `s avonds weer in het hol teruggebracht. De noten worden verplaatst door ze te dragen in de wangzakken. De eekhoorn wordt bejaagd door wezels en slangen, die het dier tot in zijn hol kunnen volgen.

## Voortplanting
Boeroendoeks maken een nest in een hol of in een omgevallen boom. Jongen worden na een draagtijd van 35 tot 40 dagen geboren. In Siberië krijgt het dier een worp per jaar, in andere gebieden vaak twee.

## Verspreiding en leefgebied
De Siberische grondeekhoorn leeft vooral in naaldbossen, maar ook in gemengde bossen, parken en dorpen. Hij behoeft een dicht struweel van struiken en klimplanten. Het natuurlijke verspreidingsgebied strekt zich uit van Noord- en Oost-Rusland tot Korea en Japan. De Koreaanse grondeekhoorn is inheems in China, Japan, Kazachstan, Mongolië, Noord-Korea, Rusland en Zuid-Korea

## Invasieve uitheemse soort
Het knaagdier is door import als uitheemse soort ook in West-Europa terechtgekomen: België, Nederland, Duitsland, Frankrijk, Italië, Oostenrijk en Zwitserland.
Populaties in Europa zijn waarschijnlijk ontstaan door ontsnapte huisdieren. Bij Tilburg is het dier eind twintigste eeuw ontsnapt na de sluiting van het Tilburgs dierenpark dat gelegen was in het boscomplex ten zuidwesten van Tilburg. Een kooi met de dieren viel tijdens de verhuizing van de wagen af waardoor zij uit konden breken. In Nederland komt hij voor in Noord-Brabant, in de buurt van Tilburg in de Oude Warande en omgeving. Hij is in 2012 ook waargenomen in Hooge Mierde. In België is er een grote populatie in het Zoniënwoud bij Brussel.
De Siberische grondeekhoorn mag sinds 2016 onder Europese wetgeving niet langer worden gehouden, gekweekt en verhandeld. Dieren die in dat jaar als gezelschapsdier werden gehouden, mogen worden gehouden tot hun natuurlijke dood. Vanwege het invasief karakter, is het uitdrukkelijk verboden de dieren in de natuur vrij te laten.